# ヴコヴァル＝スリイェム郡

ヴコヴァルスコ・スリイェムスカ郡の位置

郡の旗

ヴコヴァル＝スリイェム郡(ヴコヴァル＝スリイェムぐん、Vukovarsko-srijemska županija)はクロアチアのスラヴォニア地方に位置する郡。郡都はヴコヴァル。